# Бандровский, Бронислав
Бронислав Бандровский (пол. Bronisław Bandrowski, 27 мая 1879, Мостиска — 27 июля 1914, Татры) — польский философ и психолог. Он был одним из учеников Казимира Твардовского. Опираясь на теории своего наставника и традиции львовско-варшавской школы, его работы касались проблемы индукции. Бандровский также был известен своей смертью в Татрах недалеко от Закопане.

## Ранние годы и образование
Бандровский родился 27 мая 1879 года в Мостиске (Галиция). Он был сыном Альфреда Бандровского, судебного секретаря, и Иоанны, урожденной Зайончковской. Он также был племянником польского оперного тенора Александра Бандровского и двоюродным братом писателя Юлиуша Каден-Бандровского.
После окончания средней школы Бандровский изучал классическую филологию и философию во Львовском университете. Он стал одним из основателей Польского философского общества и активным членом и редактором журнала Ruch Filozoficzny (Философское движение).

## Работы
Докторская диссертация Бандровского «О методах индукционного исследования» считается одной из его самых заметных работ. Она включает критический анализ внутренних качеств индукции. В этой статье он также утверждал, что для анализа индукции необходимо сначала ответить на вопрос о качествах понятия причины.
Вместе с Владиславом Витвицким Бандровский разработал модель психологии, основанную на теории феноменологии Франца Брентано. Она включает анализ работ Эдмунда Гуссерля (например, теория содержания и феномен мышления). Бандровский отверг метод немецкого философа в пользу описательно-психологического метода и логического анализа.
Бандровский также является автором отчёта, содержащего обсуждения Краковского конгресса 1912 года, организованного Неврологической и психиатрической секцией Варшавского медицинского общества. Доклад был посвящён концепции истерии Зигмунда Фрейда, а также современным проблемам психоаналитического движения. Бандровский утверждал, что нет существенной разницы между результатами теории Фрейда и выводами современных психологических теорий, если его теория будет сформулирована с использованием терминологии последних.

## Смерть
В июле 1914 года Бандровский отправился в поход в Татры недалеко от Закопане вместе со своей сестрой Марией и невестой Анной Хакбейл. Все трое заблудились при спуске к Чёрному Гонсениковому пруду. Хакбейл разбилась насмерть при спуске, а Бандровский и его сестра оказались в ловушке на скалистом уступе под названием Ущелье Дреге. Потеряв надежду, Бандровский бросился в пропасть после трёх дней ожидания помощи. Позже его сестру спасла спасательная экспедиция TOPR под руководством Мариуша Заруского.
Похоронен на Новом кладбище в Закопане (участок XIV-BC-12). Собрание сочинений Бандровского было опубликовано только в 2015 году.